# Ведический социализм
Ведический социализм (от слов «веды» и «социализм») — социально-политическая доктрина в современном индуизме и индуистской политике, выдвинутая некоторыми представителями хиндутвы и реформаторских движений в индуизме.

## Индийские доктрины
Идеи ведического социализма были выдвинуты такими реформаторами индуизма, как Вивекананда и Ауробиндо. Позже ведическим социализмом стали называть утопическую социалистическую теорию Махатмы Ганди, которая также получила известность как «индийский социализм», «сарводая» или «социализм Ганди». Теория социализма Ганди основывалась на идее о социальном равенстве, об обеспечении минимального уровня жизни для бедных слоёв населения, на сочетании материального процветания и духовного роста.
В 1970-е годы основные положения доктрины ведического социализма были сформулированы в трудах религиозного и государственного деятеля Свами Агнивеша (одного из лидеров индуистского реформаторского движения «Арья самадж») и индуистского деятеля Нитья Нараяны Банерджи. В своей книге «Ведический социализм» Банерджи провёл сравнительный анализ «западного» и «ведического» социализма. Идея ведического социализма была взята на вооружение рядом религиозно-политических движений в Индии. В 1960-е годы ведический социализм Ганди стал официальной доктриной «Бхаратия джаната парти», а в 1980-х годах на его основе была сформулирована политическая философия интегрального гуманизма. В 1985 году интегральный гуманизм был избран как официальная доктрина «Бхаратия джаната парти».
Автор книги «Ведический социализм» (1974) Свами Агнивеш в 1970-е годы собрал группу последователей и активно пропагандировал идеи ведического социализма среди деревенского населения Северной Индии. Агнивеш и его сподвижники организовывали многолюдные демонстрации и марши, пели гимны, в которых отражались идеи ведического социализма.
Согласно сторонникам доктрины, социализм и основанная на ведийских писаниях духовность являются двумя сторонами одной и той же монеты. Истинный социализм должен основываться на «научном духовном процессе», и, с другой стороны, человек, желающий прогрессировать духовно, должен иметь социалистический взгляд на мир. Создатели доктрины почерпнули вдохновение из содержания Вед и Упанишад, некоторые из текстов которых призывают людей к борьбе против эксплуатации, неравенства и несправедливости. Фундаментом ведического социализма является понятие всеобщего блага, основанное на доктрине равенства, а его сердцем — ведийская дхарма. Для решения проблем современного общества, оно должно быть построено согласно принципам ведийского социального устройства.

## Русское неоязычество
В 1995 году в России была создана «Партия духовного ведического социализма» под руководством бывшего диссидента Владимира Данилова.
Концепция Данилова сочетает элементы кришнаизма, славянского неоязычества и собственных идей. Он пытался приспособить учение Бхактиведанты Свами Прабхупады к славянскому неоязычеству. В своей аргументации Данилов использовал, в частности, собственный вариант перевода отдельных частей «Велесовой книги».
По мнению Данилова, всё население мира всегда говорило и говорит сегодня на чистейшем санскрите, языке Богов и волхвов. Иного языка не существует и не может существовать. Слова всех языков составлены из слов языка богов и ведунов. «Чтобы узнать истинный смысл любого современного русского слова, необходимо разбить его на составные части, являющиеся отдельными санскритскими словами, и сделав их перевод с помощью санскритско-русского словаря, прочесть их по очереди… Прочитав же и переведя каждое санскритское слово отдельно, в их правильном расположении (справа налево), мы узнаем истинный смысл каждого русского слова». Подчёркивал значение свастики как, по его мнению, «арийского» и славянского символа солнца и добра.
По утверждению Данилова, «иудомасоны» совершают ритуальные убийства и используют в ритуальных целях кровь младенцев.
Писал об окончании «эпохи Калиюга», или эпохи Рыб, эпохи войн и беззаконий и вступление человечества в эру Водолея, времени мира и справедливости.